# Кицикис, Никос
Никос Кицикис (греч.  Νίκος Κιτσίκης, Нафплион, 14 августа 1887 — Афины, 26 июля 1978) — греческий инженер-строитель, сенатор, депутат парламента, профессор и ректор Афинского политехнического университета.

## Биография
Никос Кицикис родился в городе Нафплион в 1887 году, в семье судьи Димитриса Кицикиса (1850—1898) и Кассандры Хадзопулу.
Род Кицикисов происходил из села Скопелос острова Лесбос, откуда семья уехала в 1865 году, чтобы обосноваться в Афинах.
Димитрис Кицикис построил в Афинах в 1887 году трёхэтажный дом, где обосновалась его семья.
В том же году Димитрис Кицикис получил назначение в Нафлион, где и родился Никос Кицикис.
Никос Кицкис поступил в Афинский политехнический университет, на строительный факультет, который закончил в 1907 году первым (лучшим) на своём курсе.
Получил после конкурса единственную стипендию «фонда Аверофф» и продолжил учёбу в берлинском Technische Hochschule, Charlottenburg.
Позже он поступил в Парижский университет, где учился математике у Анри Пуанкаре, а также учился философии в Коллеж де Франс  у Анри Бергсона.
В 1936 году он был провозглашён doctor honoris causa в Политехническом институте Берлина, «за многочисленные отличные научные работы».
По окончании учёбы Кицикис работал инженером в германской фирме (1911—1913).
В 1913 году он вернулся в Грецию добровольцем, чтобы рядовым принять участие во Второй Балканской войне против болгар.
В 1916 году, в возрасте 29 лет, он был избран профессором статики и позже металлических мостов и железобетонных конструкций в Политехническом университете
Инженер Элли Паппа считает его основателем научного предмета статики в сегодняшней Греции.
Кицикис был назначен Генеральным директором Общественных работ в 1917—1920 годах при министре Александре Папанастасиу и содействовал возвращению в Грецию известных греческих учёных и инженеров работавших за границей, таких как Каратеодори, Константин.
Вместе со своим младшим братом, архитектором Константином Кицикисом он принял участие в реконструкции македонской столицы, города Фессалоники, после Большого пожара в 1917 году.
В 1921—1928 годах в качестве технического директора британской компании Mac Alpine (1921—1928) он построил порт Ираклиона на острове Крит.
В 2003 году в его честь в порту Ираклиона был установлен бюст Кицикиса.
В Ираклионе он познакомился со своей будущей женой, критянкой Беатой Петихаки (1907—1986), будущей Кицики, Беата (1907—1986). Отчимом Беаты был Аристид Стергиадис, губернатор Смирны в 1919—1922 годах, когда город и прилегающий регион был под греческим контролем.
Беата позже стала известной участницей Сопротивления и членом Национально-освободительного фронта (ΕΑΜ).
Во время Гражданской войны, будучи в рядах Демократической армии Греции (ΔΣΕ) и Коммунистической партии Греции (ΚΚΕ), была осуждена к смертной казни в 1948 году, но приговор не был приведен в исполнение.
Беата была освобождена в конце 1951 года после окончания Гражданской войны.
В 1931 году и вновь в 1935 году Кицкис был избран единогласно председателем Технической палаты Греции (Инженерного союза) Греции и предпринял первые шаги к индустриализации Греции при премьер-министре Э. Вениелосе.
Его лекции в здании Археологического общества стали историческими, поскольку заложили основу для последующих программ развития.
Эти лекции были изданы книгой в 2000 страниц, под общим заголовком «Экономическое исследование больших технических вопросов».
Постоянными слушателями лекций были премьер-министр Греции Элефтериос Венизелос и члены его правительства 1929 года.
В тот же период он был избран единогласно сенатором от технического сообщества (1929—1935), после чего 8 лет (1937—1945) был техническим директором Порта Пирея (ΟΛΠ).
С 1937 по 1945 год был избран единогласно проректором а затем ректором Афинского политехнического университета.
Его слава инженера и учёного была в межвоенные годы такой, что после его награждения в 1936 году званием доктора honoris causa Политехническим институтом Берлина, он был приглашён с женой в 1939 году, перед самым началом Второй мировой войны, германским правительством посетить Германию и увидеть технические достижения Третьего рейха, в качестве гостя Альберта Шпеера, официального архитектора Гитлера.
После того как германские войска оккупировали Грецию в апреле 1941 года, оккупационные власти обратились к Кицикису, в качестве технического директора порта Пирея, построить военно-морскую базу для немецких подводных лодок. Кицикис отказался.
Вместо этого, и пользуясь неприкосновенностью, данной ему германским послом в Афинах, он организовал студентов Политехнического университета, в котором он был ректором, в Национально-освободительный фронт Греции (ΕΑΜ).

## Политическая и идеологическая деятельность

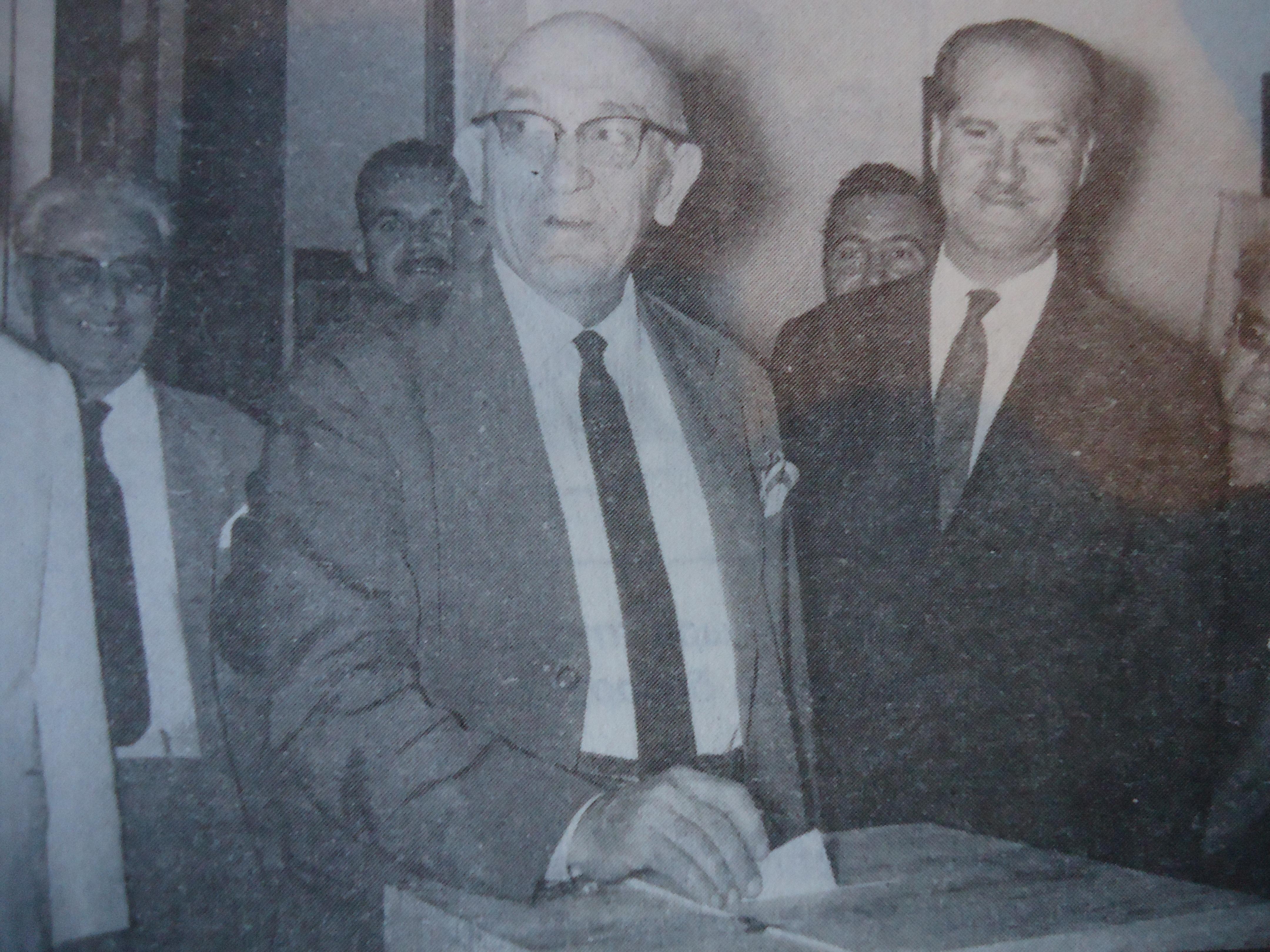
Никос Кицикис политик.

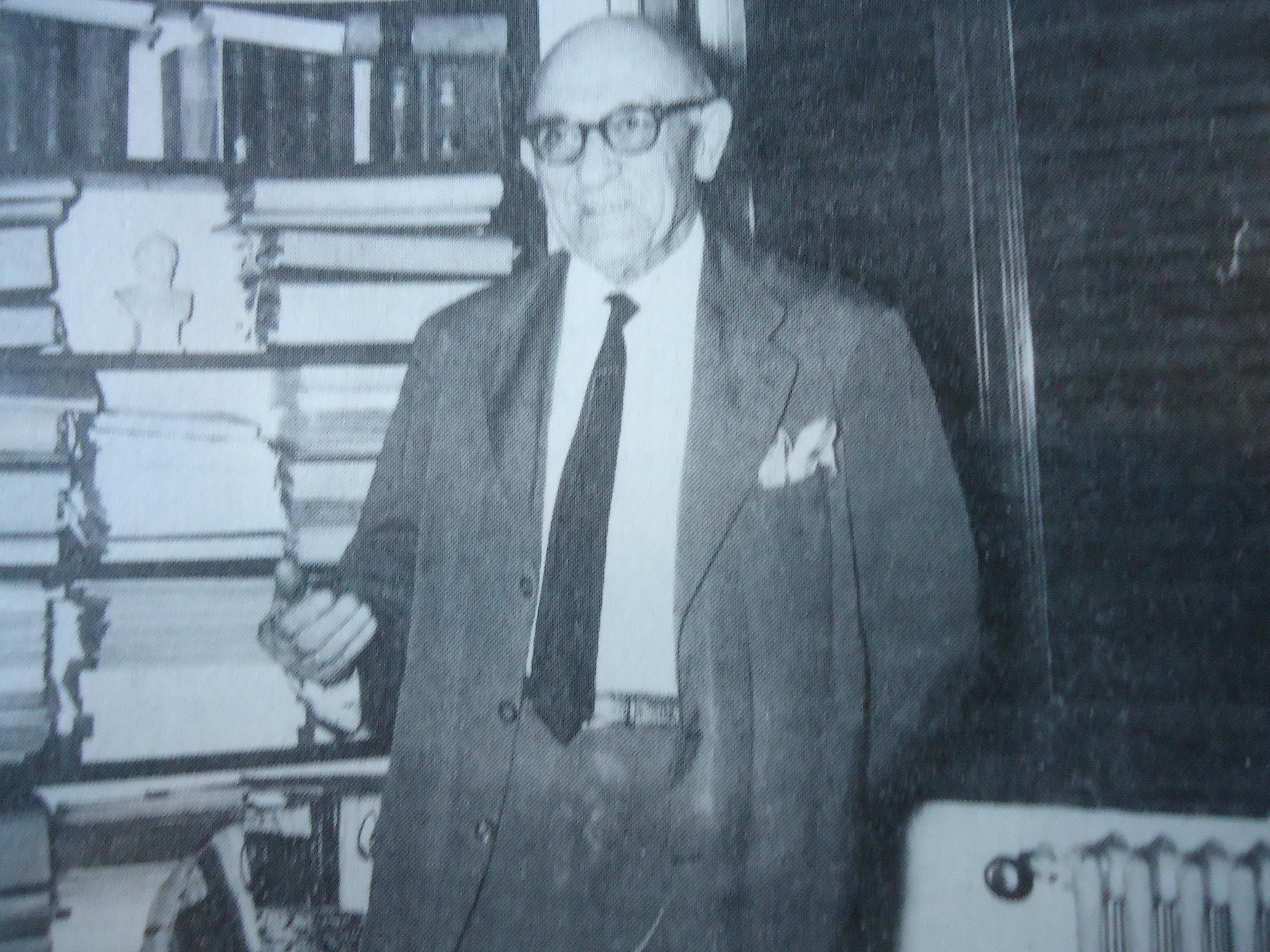
Никос Кицикис в 1964 году.

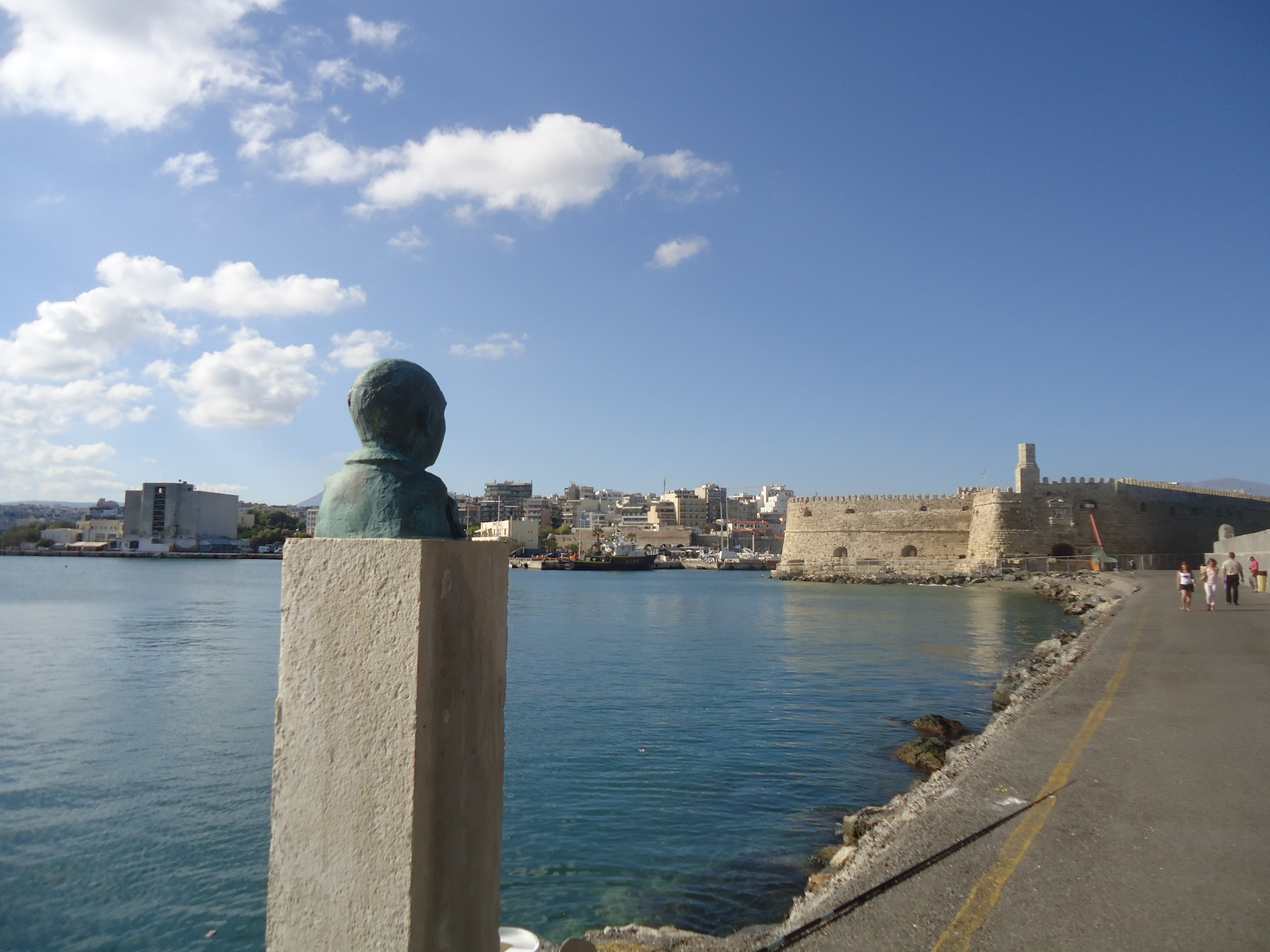
Бюст Никоса Кицикиса в порту Ираклиона

В годы своей учёбы в Берлине Кицикис вступил в Социал-демократическую партию Германии и в греческое движение «Обществоведов» (Κοινωνιολόγων), вместе с Александром Делмузосом, Александром Папанастасиу, Димитрисом Глиносом.
Кицикис оставался верным Венизелосу и принял участие в попытке переворота сторонников Вениелоса в 1935 году.
В годы тройной, германо-итало-болгарской, оккупации Греции примкнул к Национально-освободительному фронту (ΕΑΜ) и был дважды арестован за свою деятельность в студенческой среде.
В конце 1944 года стал членом Коммунистической партии Греции (ΚΚΕ), в силу чего, в послевоенном 1946 году, в ходе гонений на коммунистов, был изнан со своей кафедры и всех официальных постов.
С 1945 по 1949 год Кицикис был президентом Греко-советского союза.
В 1955 году, вместе со своей женой, основал ассоциацию Греция — Китайская народная республика.
В период, когда Китайская Народная Республика не была официально признанной греческим правительством, он стал де-факто китайским послом в Афинах. Вместе со своей женой, Беатой Кицики, он внёс свой вклад в распространение идей маоизма в Афинах, где он был популярен
С 1956 по 1967 год он был депутатом парламента от Единой демократической левой партии (ΕΔΑ).
На муниципальных выборах в Афинах, 1964 года, Кицикис занял первое место, но в силу системы выборов мэром стал Г.Плитас
После военного переворота 21 апреля 1967 года Кицикис, вместе с тысячами других политических противников режима, был выслан в концлагерь на остров Ярос.
Позже ему было дозволено уехать в Париж, к своим детям.
Никос Кицикис умер в июле 1978 года и был похоронен на Первом афинском кладбище, в присутствии представителей греческого государства, представителей всех тенденций коммунистического движения Греции и посла Китайской народной республики.
В том же году, посмертно, был награждён китайским правительством.

## Дети
Сын Кицикис, Димитрис, является сегодня профессором международного права в университете Оттавы.

## Библиотека Никоса Кицикиса
Архив и библиотека Никоса Кицикиса сегодня хранится в неоклассическом особняке Аристида Стергиадиса в Иракионе на Крите.